# Srđan Blažić
Srđan Blažić (cyr. Cpђaн Блaжић, ur. 26 listopada 1982 w Titogradzie) – czarnogórski piłkarz grający na pozycji bramkarza, zawodnik FK Iskra Danilovgrad. Były reprezentant reprezentacji Czarnogóry.

## Życiorys

### Kariera klubowa
Karierę rozpoczął w czarnogórskim klubie FK Zeta, w której grał od czasów juniorskich. 1 lipca 2001 przeniósł się do FK Budućnost Podgorica, w której grał przez rok, po czym 1 lipca 2002 trafił do FK Mornar Bar. Przebywał tam na półrocznym wypożyczeniu z Kom Podgorica. Następną drużyną w karierze Blažicia była FK Zora Spuž, w której grał przez rok (2005–2006). Po zakończeniu kontraktu z Zorą, Czarnogórzec 1 lipca 2006 trafił do Rudar Pljevlja, w którym także grał przez 12 miesięcy. 1 lipca 2007 przeniósł się do greckiego APO Lewadiakos. Po trzyletnim pobycie w Grecji, podpisał kontrakt z belgijskim Standard Liège. W sierpniu 2011, nie mogąc wygrać z Sinanem Bolatem walki o miejsce w podstawowym składzie belgijskiego klubu, Blažić wrócił do Grecji, a konkretnie do Panetolikos GFS, z którym podpisał dwuletni kontrakt. 28 maja 2012 rozwiązał umowę z tą drużyną, a dzień później przeniósł się do cypryjskiego klubu Anorthosis Famagusta, z którym związał się na dwa lata. 5 stycznia 2013 został wypożyczony do końca sezonu do Nea Salamina Famagusta. 2 lipca 2013 jego kontrakt z Anorthosisem został rozwiązany. W lipcu 2014 przeszedł do PAS Lamia 1964, a we wrześniu 2015 został zawodnikiem AO Chania. 31 sierpnia 2016 podpisał kontrakt z czarnogórskim klubem FK Iskra Danilovgrad.
W 2007 roku został umieszczony na liście 150 najlepszych bramkarzy Europy. Zajął 111. miejsce.

### Kariera reprezentacyjna
W seniorskiej reprezentacji Czarnogóry zadebiutował 18 listopada 2009 na stadionie Pod Goricom w wygranym 1:0 meczu towarzyskim z reprezentacją Białorusi.

## Sukcesy

### Klubowe
Standard Liège
- Zdobywca drugiego miejsca w Eerste klasse A: 2010/2011
- Zwycięzca Pucharu Belgii: 2010/2011
- Zdobywca drugiego miejsca w Superpucharze Belgii: 2011/2012